# Hans-Jürgen Becker (Jurist)
Hans-Jürgen Becker (* 3. November 1939 in Coesfeld, Nordrhein-Westfalen) ist ein deutscher Rechtswissenschaftler. Er ist emeritierter ordentlicher Professor für Deutsche Rechtsgeschichte, Bürgerliches Recht und Kirchenrecht.

## Leben und Wirken
Becker, geboren in Westfalen als Sohn von Hildegard Becker, geborene Pöppelmann, und des Verwaltungsgerichtsdirektors Alois Becker, besuchte ein humanistisches Gymnasium und studierte Rechtswissenschaft an der Universität Frankfurt am Main. Er legte 1964 (Beginn des Referendariats) in Frankfurt und 1969 (als Assessor) in Wiesbaden die beiden Staatsprüfungen ab. Dazwischen wurde er 1967 zum Dr. jur. promoviert. 1972 folgten die Habilitation und die Lehrberechtigung für Bürgerliches Recht, Deutsche Rechtsgeschichte und Kirchenrecht.
An der Universität Frankfurt wurde Becker 1974 zum Professor berufen. 1975 folgte er einem Ruf als ordentlicher Professor und Direktor des Seminars für Deutsches Recht an die Universität zu Köln. Von 1988 bis zu seiner Emeritierung am 1. April 2008 war er ordentlicher Professor für Bürgerliches Recht, Europäische Rechtsgeschichte und Kirchenrecht an der Universität Regensburg.
Becker ist Verfasser von Aufsätzen zur deutschen Rechtsgeschichte, zur Kanonistik und zum Bürgerlichen Gesetzbuch, zudem Herausgeber der Rechtshistorischen Reihe (seit 1978), der Rechts- und staatswissenschaftlichen Veröffentlichungen der Görres-Gesellschaft (seit 1999) sowie der Zeitschrift der Savigny-Stiftung für Rechtsgeschichte (Kanonistische Abteilung) (1994–2007). Außerdem war er von 1997 bis 2001 Vorsitzender der Vereinigung für Verfassungsgeschichte. Im Jahr 2011 wurde ihm das Verdienstkreuz am Bande der Bundesrepublik Deutschland verliehen.
Hans-Jürgen Becker ist katholisch, heiratete 1967 Rotraud Schnitzer und bekam mit ihr die Töchter Monika und Ursula.

## Schriften
- Zwei unbekannte kanonistische Schriften des Bonagratia von Bergamo in Cod. Vat. lat. 4009. In: Quellen und Forschungen aus italienischen Archiven und Bibliotheken. Band 46, 1966, S. 219–276 (Dissertation; Digitalisat).
- Die Appellation vom Papst an ein allgemeines Konzil. Historische Entwicklung und kanonistische Diskussion im späten Mittelalter und in der frühen Neuzeit (= Forschungen zur kirchlichen Rechtsgeschichte und zum Kirchenrecht. Band 17). Böhlau, Köln/Wien 1988, ISBN 3-412-00787-0 (Habilitationsschrift).
- Aspekte weltlicher und kirchlicher Rechtskultur. Ausgewählte rechtshistorische Aufsätze. Edition Rechtskultur, Regenstauf 2014, ISBN 978-3-86646-425-4.
- Konrad von Gelnhausen: Die kirchenpolitischen Schriften. Schöningh, Paderborn 2018.
- Die neue Kölner Rechtswissenschaftliche Fakultät von 1919 bis 1950 (= Beiträge zur Rechtsgeschichte des 20. Jahrhunderts. Band 118). Mohr Siebeck, Tübingen 2021, ISBN 978-3-16-160196-5.
- Die päpstlichen Wahlkapitulationen. Ein Beitrag zur kirchlichen Verfassungsgeschichte (= Päpste und Papstum. Band 51). 2 Teilbände, Anton Hiersemann Verlag, Stuttgart 2024, ISBN 978-3-7772-2423-7.